# Xenoturbella
Xenotuberlla é um gênero de animais bilaterados que contêm duas espécies de animais marinhos vermiformes. A primeira espécie, X. bocki,  foi descoberta em 1915 por Sixten Bock, mas a descrição oficial foi feita somente em 1949 por Einar Westblad. Já em 2016 o pesquisador  Greg Rouse, do centro de oceanografia Scripps, nos EUA, descobriu quatro novas espécies no fundo do Pacífico que possibilitou o estudo mais detalhado desse animal.
Com minissubmarinos remotos, foi possível filmar as criaturas pela primeira vez. A investigação identificou uma nova e grande espécie, com mais de 20 cm de comprimento, batizada como Xenoturbella monstrosa. O animal foi registrado a quase 3 km de profundidade, no golfo da Califórnia (México). E também a Xenoturbella churro: nomeada pela semelhança com o tradicional doce frito.
Com as novas inclusões à família, os pesquisadores puderam realizar testes genéticos mais completos, e reforçar a hipótese de que esses animais formam um grupo ate então desconhecido de organismos bilaterais. Sua posição taxonômica têm sido considerada enigmática desde o descobrimento da espécie, que foi inicialmente posicionada entre os platelmintos, próximo a planária. O gênero foi relacionado com os moluscos, mas posteriormente descobriu-se que o material estava contaminado com o DNA de moluscos. Em 2003, um estudo molecular (DNA) revelou que o gênero representa um grupo de deuterostômios primitivos, posicionando-o num filo próprio, o Xenoturbellida. Este resultado foi corroborado num estudo de 2006. A posição taxonômica entre os deuterostômios foi recenteme modificada num estudo que ligou o grupo ao Acoelomorpha.
O animal habita o Mar Báltico (costa da Letônia, Estônia e Finlândia) e não tem mais de 4 cm de comprimento, um plano de corpo muito simples, possui cílios para locomoção e um sistema nervoso difuso, porém não possui cérebro, nem sistema digestivo, nem mesmo gónadas (mas tem gametas, e os ovos e embriões se desenvolvem em folículos) ou qualquer outro órgão definido, com exceção de "estatocistos", contendo células ciliadas. Alimenta-se de moluscos.
O gênero Xenoturbella contêm cinco espécies:
- Xenoturbella bocki Westblad, 1949 (=Xenoturbella westbladi Israelsson, 1999)
- Xenoturbella churro Rouse, Wilson, Carvajal & Vrijenhoek, 2016
- Xenoturbella hollandorum Rouse, Wilson, Carvajal & Vrijenhoek, 2016
- Xenoturbella monstrosa Rouse, Wilson, Carvajal & Vrijenhoek, 2016
- Xenoturbella profunda Rouse, Wilson, Carvajal & Vrijenhoek, 2016